# Kh-55 (ミサイル)
Kh-55（ロシア語: Х-55）は、ソビエト連邦のラドゥガ設計局が開発した空対地ミサイル・空中発射巡航ミサイル。西側諸国においては、アメリカ国防総省（DoD）識別番号としてはAS-15、NATOコードネームとしては「ケント」（Kent）と呼ばれた。

## 概要
1976年に開発が開始され、1982年にTu-95MSに搭載されて就役。同年代に開発され、世界的によく知られているアメリカのトマホーク巡航ミサイルや、AGM-86の影響を少なからず受けていると見られており、それらは外見や弾頭の威力、射程などからうかがうことができる。
通常はTu-95や、Tu-160といった戦略爆撃機に搭載され、戦略核兵器の運搬手段として用いられる。Tu-95の場合、機種にもよるが爆弾倉内6連ロータリーランチャーに6発、外部に10発の最大16発程度、Tu-160では12発を搭載することができる。
発射されると、胴体中央の主翼と胴体尾部の尾翼と伸展式フェアリングと胴体尾部内に収納された引出式のターボファンエンジンを展開し（主翼扉とエンジン扉があり、展開中だけ開いて、展開前と展開後には閉じて隙間を無くす）、エンジンポッドを下側にした状態で推進する。
500kgの通常弾頭型の他核弾頭型は200ktの威力を持ち、射程は約2,500kmである。
また、潜水艦発射型および車輌による地上発射型も開発されている。

## 派生型
Kh-55（articles 120）
Kh-55OK（articles 121）
Kh-55SM（articles 125）
弾体左右にコンフォーマルタンクを装着。弾体最大幅0.77m、発射重量1700kg、射程3000km。弾頭はHE 500kgのみで核弾頭型はなし。
RK-55「グラナート」
艦・地上発射型。GRAUインデックスは3K10であった。地上発射型はSSC-X-4「スリングショット」（Slingshot））、水中発射型はSS-N-21「サンプソン」（Sampson）のDoD識別番号・NATOコードネームを付された。
Kh-65SD
戦術巡航ミサイル。Kh-55SMで取り付けたコンフォーマルタンクを一体化したデザインに。弾体最大幅0.77m、発射重量1600kg。SALTⅡの戦略空中発射ミサイルの範疇外とするため射程を500～600kmに低減。Su-27MやSu-35にも搭載可。
Kh-65SE
対艦型。射程250～280km
スーマール（Soumar)/ホヴェイゼ（Hoveizeh）
Kh-55を基にイランが開発した地対地巡航ミサイル。尾部にロケットブースターを追加したことで陸上から発射可能。「ホヴェイゼ」は「スーマール」の派生型で射程1,200km。
Quds-1（クッズ（コッズ）-1）
イエメンのフーシ派が開発した（2019年7月に存在を公表）地対地巡航ミサイル。原型よりやや小型で簡略化されている。射程2,000km（推定）。

## 運用国
ロシア
- ロシア海軍は潜水艦仕様を使用。

 イラン
- ウクライナから入手。

 中国

### 退役国
ウクライナ
- イランに売却。